# 조앤 켈리
조앤 켈리(Joanne Kelly, 1978년 12월 ~ )는 캐나다의 배우이다.

## 출연 작품
- 어웨이 프롬 에브리웨어 (2016)
- 내 안의 숨겨진 몬스터 (2015)
- 복스 (2015)
- 런오프 (2014)
- 블링크: 침묵의 시간 (2014)
- 리멤버링 필 (2008)
- 잭 헌터 (2008)
- 다이아몬드 (2008)
- 드레스덴 파일 (2007)
- 플레잉 하우스 (2006, Playing House)
- 배니쉬드 (2006)
- 쏠라 어택 (2006)
- 고잉 더 디스턴스 (2004)
- 크라임 스프리 (2003)

### 텔레비전
- 웨어하우스 13 (2009-14)